# Tierra Colorada, San Simón Zahuatlán
Tierra Colorada är en ort i Mexiko.   Den ligger i kommunen San Simón Zahuatlán och delstaten Oaxaca, i den sydöstra delen av landet, 210 km sydost om huvudstaden Mexico City. Tierra Colorada ligger 1 820 meter över havet och antalet invånare är 101.
Terrängen runt Tierra Colorada är kuperad. Runt Tierra Colorada är det glesbefolkat, med 18 invånare per kvadratkilometer. Närmaste större samhälle är Mariscala de Juárez, 14,7 km väster om Tierra Colorada. I omgivningarna runt Tierra Colorada växer huvudsakligen savannskog.